# Kolumna Henneickego
Kolumna Henneickego (nid. Colonne Henneicke), zwana też Grupą Poszukiwawczą Henneickego – ochotnicza kolaboracyjna grupa złożona z Holendrów podczas II wojny światowej.
Kolumna Henneickego była częścią Biura Zentralstelle für Jüdische Auswanderung, działającego w okupowanej Holandii i zajmującego się przejmowaniem własności ludności żydowskiej. Liczyła ponad 50 członków. Pomiędzy 1942 r. a październikiem 1943 r. grupa – kierowana przez Wima Henneickego i Willema Briedé, członków Narodowo-Socjalistycznego Ruchu Holenderskiego – poszukiwała ukrywających się Żydów i aresztowała ich. Była odpowiedzialna za przekazanie niemieckim władzom okupacyjnym 8–9 tys. Żydów. Za każdego schwytanego Żyda członkowie Kolonne Henneicke dostawali od Niemców 7,5 guldena (tzw. kopgeld). Po jej rozwiązaniu 1 października 1943 r., przywódcy grupy nadal działali w ramach Zentralstelle für Jüdische Auswanderung. Wim Henneicke został zabity przez ruch oporu, zaś Willem Briedé zbiegł do Niemiec.
Historię Kolonne Henneicke odkrył holenderski dziennikarz Ad van Liempt i w 2002 r. opublikował ją w książce pt. Kopgeld. Nederlandse premiejagers op zoek naar joden, 1943.